# 施玉麒
施玉麒法政牧師，JP（英語：Rev. Canon George Samuel Zimmern，1904年2月17日—1979年11月19日），又稱Canon George SHE，香港早期著名社會活動家、大律師、神職人員及教育家，歷任香港中華基督教青年會常務秘書、裁判司、太平紳士、香港大學聖約翰學院舍監、旺角勞工子弟學校創校校監(1946年-1955年)、拔萃男書院第六任校長（1955年-1961年）、聖約翰座堂榮譽法政牧師，及英國布里斯托聖伊文基督堂主任牧師。

## 生平
施玉麒於1904年2月17日（農曆正月初二）生於一歐亞混血家庭。父施炳光（Andrew Zimmern, 又稱She Ping Kwong），與何東爵士岳父張德輝為結拜兄弟，曾協理英國海關參贊清廷駐朝鮮欽差事務。有三姊，分別嫁何福、何甘棠及冼德芬（Stephen Hall）之子。1921年，施玉麒畢業於拔萃書室，獲香港政府教育獎學金（Education Scholarship）升讀香港大學，辭不受。先後任職於香港澳門汽船公司（Hong Kong, Canton and Macau Steamship Co.）、利安洋行（Benjamin & Potts Co.）等處，學習股票、會計業務。
1928年，負笈英國坎特伯雷聖奧古斯丁學院（St. Augustine's College, Canterbury）攻讀神學，同時學習古希臘文、拉丁文、法文、德文、俄文等語言。1930年，轉往牛津大學攻讀Modern Greats（即哲學、政治及經濟之綜合學位）。1933年，於聖奧古斯丁學院參加普通神職受任試（General Ordination Examination），居榜首。翌年，於倫敦之格雷律師學院考得大律師資格。返港後，擔任何東爵士法律顧問、機要秘書，執大律師業。
1930年代，協助何明華會督創辦香港露宿救濟會、小童群益會（BGCA）等慈善機構多間。任中華基督教青年會常務秘書、西營盤聖彼得教堂平信徒司禱員（Lay Reader），主持早、晚禱。又於九龍塘協助創辦香港聖公會基督堂。1935年，促成港府教育局批准真光小學在港島堅道成立，並為該校募款建設校舍。
1939年，任香港大學聖約翰堂（今聖約翰學院前身）舍監，至1952年。經歷香港日佔時期，期間以英諜嫌疑入禁於域多利監獄，備遭日軍拷問折磨。出獄後，獲准與譚雅士、簡悅強於1942年共組律師樓，從事房屋交付等民事法工作。在1942年，曾因抗拒日本憲兵佔據宿舍大樓而再被監禁八星期。此後，施多次嘗試保護宿舍，但於1945年1月，軍政府下令清拆大樓內所有東西，只剩下牆壁。戰後，為重建聖約翰堂不辭勞苦。
1945年，香港重光。先後受會督委任為聖約翰座堂會吏及牧師，參與重建座堂，並恢復因日戰結業的中小學多間。又與關祖堯等負責重組裁判法院，任裁判司，主要負責青少年罪案。1946年，獲政府委任為太平紳士。鑑於大陸內戰及易幟，乃協助何明華創設香港房屋協會及旺角勞工子弟學校，以舒緩來港難民的居住及教育困境。
1955年，任拔萃男書院校長。作為首位擔任男拔萃校長的本地校友，施氏發動了多項改革。首先，他積極向社會中下階層招生，淡除了該校傳統的貴族化形象。其次，他強調中華文化教育，削減了該校的殖民主義色彩。施氏還於1955年首次舉辦了賣物會（Garden Fete），為清貧學生募款。時值香港人口激增，施校長遂放鬆學位限額、收生尺度，廣招貧苦、單親、殘疾兒童入讀，致力泯除貴賤之別。全校學生人數由1955年之600人至1961年之1100人，增幅近倍。
1961年，聖約翰座堂頒以榮譽法政牧師名銜。同年自拔萃男書院辭任，移居英國布里斯托，執教於布里斯託大教堂學校，至1969年退休。同時擔任市內聖伊文基督堂主任牧師，直至1979年11月19日逝世。施氏享壽七十五。

## 紀念

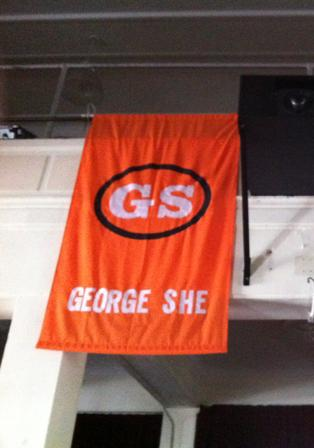
拔萃施玉麒社社旗

2004年11月，拔萃校友在校園舉行了「施玉麒校長紀念儀式」，包括祈禱會、小教堂大門的施氏紀念匾額揭幕，以及紀念集《施玉麒校長專輯》（A Tribute to Canon G. She）的首發式。校友亦提出設立施玉麒社之建議，未獲採納。直至2010年11月，時任校長張灼祥在六五屆舊生聚餐會上宣佈，「施玉麒社」（橘社）將於2011年9月正式成立，英文名稱為「Zimmern House」代號為Z。稍後，校方因應舊生之請，將英文名稱調整為「George She House」，代號為GS。
2012年7月，施玉麒紀念教堂併入新落成的聖奧古斯丁小教堂（St. Augustine's Chapel），原址改為施玉麒基督教中心（Canon G. She Christian Centre）。
連接拔萃校園與何文田亞皆老街之車道旁的小徑，係施牧在校長任內所建，2012年正式命名為施玉麒徑（Rev. George She Path）。

## 姓名
施氏家族有歐亞混血特徵，父系本姓Zimmern，源自德國海德堡。施玉麒之父施炳光自小隨母親葉氏生活，葉氏為上海生長之歐亞混血兒，文化上傾向華化，故子女取Zimmern之諧音而姓施氏。施炳光於1880年入讀拔萃書室時，以She Ping-kwong之名註冊可知。其後，隨著社會地位的提昇及工作上的需要，施炳光方更常採用Andrew Zimmern之名。
至施玉麒出世及入讀拔萃，則皆以George Samuel Zimmern之名註冊。中學畢業時，施玉麒本欲前往中國大陸進行傳教工作，故此將英文姓名改為George She Yuk Ki；後來雖然因故未能實現理想，但仍沿用此名大半生。直到從拔萃校長任上退休、移居英國後，才因方便起見，改回George Samuel Zimmern之名。

## 軼事

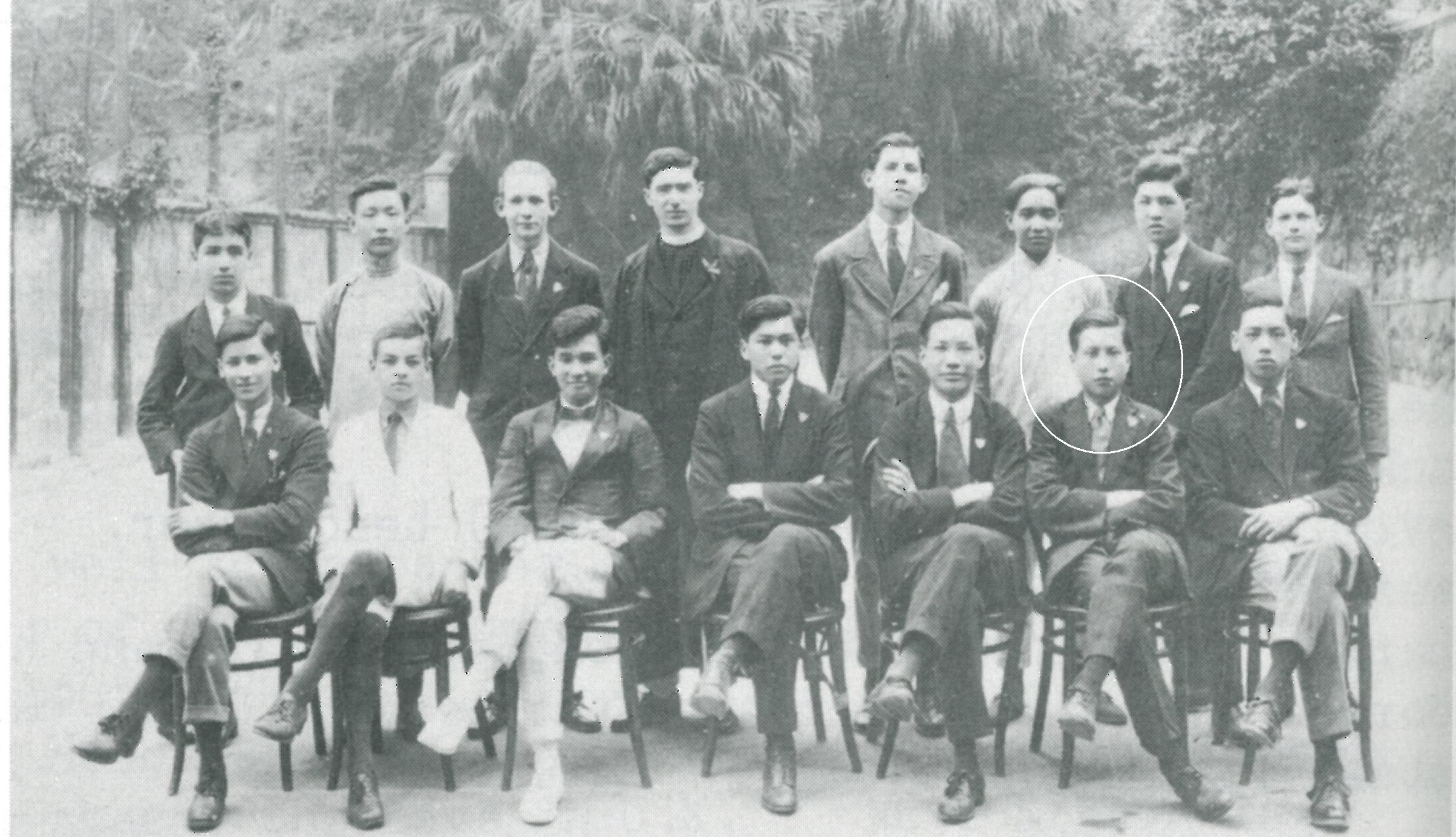
施玉麒求學拔萃時留影，攝於1920年

- 香港的施氏家族（Zimmern）有歐亞混血特徵，源自德國，具日耳曼及猶太血統，為香港著名的法律世家。
- 由於施氏家族早期人丁未盛，故施炳光及其弟燦光之子女皆統一採用大排行相稱。
- 施玉麒為文華酒店總監施玉書之弟，香港聯合交易所前主席施玉瑩（Francis Zimmern）、香港最高法院原訟庭按察司施玉驄（Archibald Zimmern）及香港施文律師行（Messrs. F. Zimmern & Co.）創辦人施玉鑾（Frederick Zimmern）之堂兄。
- 施氏幼年喪父，家境困頓，故成名後，積極參與社會公益慈善事業。
- 施氏青少年時期曾獲得何東爵士的支援照顧。何東爵士去世後，由施氏負責執行其遺囑。
- 何東爵士及周壽臣爵士彌留時，皆由施氏施洗入基督教。
- 施氏早年曾與中學校友侯維廉（William J. Howard）獲得香港網球雙打比賽冠軍。
- 1928年6月，何東第四子何世禮將軍大婚，由施氏擔任伴郎。
- 二戰結束以後，何明華請施氏負責聖公會瀕臨破產的財政。施氏於聖約翰座堂舉行賣物會（Garden Fete），募得可觀善款，為座堂的復興奠下基礎。1955年秋，施氏接任拔萃男書院校長，亦於校園舉辦首次賣物會，為清貧學生籌募學雜費。賣物會因而成為男拔萃每年一度的盛事，至今不輟。
- 施氏為首位香港出生及歐亞混血的男拔萃校長，也是首位拔萃校友擔任校長一職者。
- 任職拔萃校長期間，施氏經常使用中文，強調中國意識，引起小部份外籍及英化教職員的微詞。
- 施氏一向強調心性教育，任職拔萃校長初期幾乎全未實施體罰，因而遭到個別同事之質詢。
- 1950年代後期，拔萃女書院校長西門士夫人計畫在1960年慶祝百年校慶，但創校年份遭到時任男拔萃校長的施氏質疑。（詳見「曰字樓女館」條。）經何明華會督斡旋後，女拔萃得以按原計畫舉行慶典，而男拔萃仍將創校年份保持在1869年。
- 1960年春，施玉麒前往臺灣渡假，曾於4月20日在何世禮陪同下覲見蔣中正總統。
- 施氏與繼任的拔萃校長郭慎墀為遠房表兄弟關係。
- 施氏晚年曾於英國聖保羅座堂傳道，內容由電視直播。